# Liste der Kulturgüter in Chiasso
Die Liste der Kulturgüter in Chiasso enthält alle Objekte in der Gemeinde Chiasso im Kanton Tessin, die gemäss der Haager Konvention zum Schutz von Kulturgut bei bewaffneten Konflikten, dem Bundesgesetz vom 20. Juni 2014 über den Schutz der Kulturgüter bei bewaffneten Konflikten sowie der Verordnung vom 29. Oktober 2014 über den Schutz der Kulturgüter bei bewaffneten Konflikten unter Schutz stehen.
Objekte der Kategorie A sind im Gemeindegebiet nicht ausgewiesen, Objekte der Kategorie B sind vollständig in der Liste enthalten, Objekte der Kategorie C fehlen zurzeit (Stand: 1. Januar 2023).

## Kulturgüter
| Foto |                                                                           | Objekt                                                                               | Kat. | Typ | Standort                                    | Beschreibung |
| ---- | ------------------------------------------------------------------------- | ------------------------------------------------------------------------------------ | ---- | --- | ------------------------------------------- | ------------ |
| BW   | Datei hochladen · Wikidata zu Oratorium Santo Stefano al Colle (Q3667828) | Oratorium Santo Stefano al Colle / Oratorio di Santo Stefano al Colle KGS-Nr.: 11946 | B    | G   | Pedrinate, Via Santo Stefano 721627 / 76617 |              |
| ja   | Datei hochladen · Wikidata zu Bahnhof Chiasso (Q683236)                   | Bahnhof SBB / Stazione FFS KGS-Nr.: 11947                                            | B    | G   | Via Giuseppe Motta 3 723790 / 76871         |              |